# Ares (revista)
Ares foi uma revista de wargames de ficção científica publicada pela Simulations Publications, Inc. (SPI), e depois pela TSR, Inc., entre 1980 e 1984. Além dos artigos, cada edição continha um wargame, completo com um mapa em papel dobrável duro, um conjunto de papelão de peças destacáveis, e as regras.
Houve um total de dezessete números impressos, além de duas edições especiais. A empresa SPI publicou os primeiros onze números bimestralmente (e tinha preparado um 12º) antes de dificuldades financeiras levaram a empresa a ser comprada pela TSR em 1982. Mais seis números foram publicados trimestralmente, produzidos pela TSR e então a publicação da revista foi cessada. No entanto, o legado da Ares viveu por mais um par de anos; uma grande seção nova chamada a Ares Section (seção Ares) foi adicionada a revista Dragon iniciando a partir da edição nº 84 (de abril de 1984) e foi tratada quase como que uma revista dentro de uma revista. Este seção especial forneceu suporte a jogos RPG de fantasia científica e de super-heróis tais como Gamma World, Marvel Super Heroes e Star Frontiers. A seção Ares Section continuou até a edição nº 111 (julho de 1986) da revista Dragon após o que foi descontinuada.